# Джафаргулу, Шаин
Шахин Джафаргулу (валл. Shaheen Jafargholi, англ. Shahin Jafargulu, перс. شاهین جعفرقلی‎; род. 23 января 1997, Суонси, Уэльс) — британский певец и актёр азербайджанского происхождения, из семьи выходцев из Ирана. Участник популярного в Британии телепроекта «Британия ищет таланты».

## Биография
Шахин Тума Джафаргулу родился в городе Суонси в Уэльсе, Великобритания. Мать и отец — азербайджанцы из Ирана развелись, когда он был ещё маленьким. В настоящее время Шахин с матерью живёт в Уэльсе. Он актёр и певец. Снимался во многих фильмах и сериалах. Стал героем серии документальных фильмов «Звёздный удар». В триллере «Жизнь» играл молодого Майкла Джексона.
Джафаргулу в Британии стал известен в мае 2009 года, приняв участие в телевизионном конкурсе «Британия ищет таланты». Джафаргулу с песней Майкла Джексона «Who’s Lovin' You» вызвал бурные овации зрительного зала.